# Daniel Hay du Chastelet de Chambon
Daniel Hay du Chastelet de Chambon (23 de outubro de 1596 — 20 de abril de 1671) foi um religioso e matemático francês.
Foi o primeiro ocupante da cadeira 37 da Academia Francesa.